# Kantongerecht Amersfoort
Het kantongerecht Amersfoort was van 1838 tot 2002 een van de kantongerechten in Nederland. Na opheffing van het kantongerecht als zelfstandig gerecht bleef Amersfoort zittingsplaats voor de sector kanton van de rechtbank Utrecht. Bij de oprichting in 1838 was Amersfoort het eerste kanton van het gelijknamige arrondissement. Na opheffing hiervan in 1877 werd Amersfoort een kanton van het arrondissement Utrecht. Het gerecht was lange tijd gevestigd aan de Zuidsingel, later aan de Utrechtseweg. Tegenwoordig is het gerecht gevestigd aan het Stationsplein.

## Kantonrechters en griffiers van het kantongerecht te Amersfoort in de periode 1838-1933 (wijziging rechterlijke organisatie)
| Ambtsperiode | Kantonrechter                                             | Bijzonderheden |
| ------------ | --------------------------------------------------------- | --- |
| 1838-1853    | mr Jan van Goudoever (1776-1856)                          | voorheen vrederechter te Amersfoort, eervol ontslagen                                                                          |
| 1853-1855    | mr Anthonij Robert van Bel (1817-1897)                    | voorheen advocaat te Amersfoort, daarna rechter in de arrondissementsrechtbank te Amersfoort                                   |
| 1855-1877    | mr Daniel Adolf Camerling Helmolt (1816-1897)             | voorheen kantonrechter te Schagen, op wachtgeld gesteld                                                                        |
| 1877-1896    | mr Hendrik Croockewit jr (1831-1902)                      | voorheen rechter in de arrondissementsrechtbank Amersfoort, eervol ontslagen                                                   |
| 1896-1914    | mr Pieter Jacobus Franciscus van Voorst Vader (1844-1918) | voorheen rechter in de arrondissementsrechtbank te Middelburg, eervol ontslagen                                                |
| 1914-1933    | mr Willem van Son)                                        | voorheen kantonrechter te Haarlemmermeer, eervol ontslagen                                                                     |
| Ambtsperiode | Griffier                                                  | Bijzonderheden |
| 1838-1853    | Jan ter Horst (1777-1854)                                 | voorheen griffier van het vredegerecht te Amersfoort, eervol ontslagen                                                         |
| 1853-1856    | mr Simon Johannes Anthonij van Walchren (1823-1906)       | voorheen advocaat te Den Haag, daarna substituut-officier van justitie bij de arrondissementsrechtbank te Amersfoort           |
| 1856-1863    | jhr mr Jan Balthazar Strick van Linschoten (1825-1889)    | voorheen griffier van het kantongerecht te Loenen aan de Vecht, daarna kantonrechter aldaar                                    |
| 1863-1868    | mr Hermanus Pieter Hoog (1836-1873)                       | voorheen griffier van het kantongerecht te Woubrugge, daarna kantonrechter te Nijkerk                                          |
| 1869-1874    | mr Frederik Adriaan Petrus Wittert (1840-1922)            | voorheen griffier van het kantongerecht te Alphen, daarna substituut-griffier bij het provinciaal gerechtshof van Zuid-Holland |
| 1874-1877    | mr Anthonius Stheeman (1838-1921)                         | voorheen griffier van het kantongerecht te Hoogezand, op wachtgeld gesteld                                                     |
| 1877-1900    | mr Jan Godfried Adriaan van Zijst (1842-1901)             | voorheen griffier van het kantongerecht te Wijk bij Duurstede, eervol ontslagen                                                |
| 1900-1906    | mr Bernard Henry Carp (1854-1930)                         | voorheen griffier bij het kantongerecht te Harderwijk, daarna griffier bij het kantongerecht te Oostburg                       |
| 1906-1910    | mr Johan Gerrit van Heuven (1864-1940)                    | voorheen griffier van het kantongerecht te Den Helder, daarna kantonrechter te Terborg                                         |
| 1910-1915    | mr Peter Hendrik Frans Bijl de Vroe (1874-1956)           | voorheen griffier bij het kantongerecht te Harderwijk daarna kantonrechterte Purmerend                                         |
| 1915-1917    | jhr mr Arnoud Adriaan van Teijlingen (1870-1917)          | voorheen griffier van het kantongerecht te Wijk bij Duurstede, overleden in functie                                            |
| 1917-1925    | mr Dirk Jacob Willem Muller Massis (1876-1954)            | voorheen griffier van het kantongerecht te Ommen, daarna kantonrechter te Almelo                                               |
| 1925-1927    | mr Louis Jean Adrien du Quesne van Bruchem (1877-1962)    | voorheen griffier van het kantongerecht te Ommen, daarna griffier van het kantongerecht te Almelo                              |
| 1927-1936    | mr Coert Hendrik van Dam (1893-1958)                      | voorheen griffier van het kantongerecht te Zaandam, daarna griffier bij het kantongerecht te Leeuwarden                        |